# Charlotte Forten Grimké
Charlotte Forten Grimké, nata Charlotte Louise Bridges Forten, (Filadelfia, 17 agosto 1837 – Washington, 23 luglio 1914), è stata una docente, poetessa, attivista ed abolizionista statunitense.
È cresciuta in un'importante famiglia abolizionista di Filadelfia. Ha insegnato a scuola per anni, anche durante la guerra civile, ai liberti della Carolina del Sud. In seguito, sposò Francis James Grimké, un pastore presbiteriano che diresse per decenni un'importante chiesa di Washington. Era nipote delle Sorelle Grimké, abolizioniste, e fu impegnata nei diritti civili.
I suoi diari, scritti prima della fine della guerra civile, sono stati pubblicati in numerose edizioni nel XX secolo e sono significativi come rara testimonianza della vita di una donna nera libera nel Nord antebellico.

## Primi anni e formazione
Charlotte L. Forten Grimké, nota come “Lottie”, nacque il 17 agosto 1837 a Filadelfia, in Pennsylvania, da Mary Virginia Wood (1815-1840) e Robert Bridges Forten (1813-1864).

### Discendenza della famiglia paterna
Suo padre, Robert Forten, e suo cognato, Robert Purvis, erano abolizionisti e membri del Comitato di Vigilanza di Filadelfia, che forniva assistenza alle persone sfuggite alla schiavitù. Il nonno paterno, il ricco velaio James Forten Sr., fu un abolizionista di Philadelphia.
Le zie paterne, Margaretta Forten, Sarah Louisa Forten Purvis e Harriet Forten Purvis, nonché la nonna paterna, Charlotte Vandine Forten, furono tutte membri fondatori della Philadelphia Female Anti-Slavery Society.

### Discendenza della famiglia materna
Mentre i Forten erano neri liberi del Nord, la madre di Charlotte, Mary Virginia Wood, era nata in schiavitù nel Sud. Era la figlia del ricco piantatore James Cathcart Johnston della Hayes Plantation, a Edenton, nella Carolina del Nord, e la nipote del governatore Samuel Johnston della Carolina del Nord.
La nonna materna di Charlotte, Edith “Edy” Wood (1795-1846), era la schiava del capitano James Wood, proprietario dell'Eagle Inn and Tavern di Hertford, Contea di Perquimans, Carolina del Nord. Edy Wood e il ricco piantatore James Cathcart Johnston ebbero una relazione di lunga data ed ebbero quattro figlie: Mary Virginia, Caroline (1827-1836), Louisa (1828-1836) e Annie E. (1831-1879).
La Johnston emancipò Edy e i loro figli nel 1832 e li stabilì a Filadelfia nel 1833, dove affittarono per due anni una casa in Pine Street da Sarah Allen, vedova di Richard Allen della Mother Bethel A.M.E. Church di Filadelfia. Dal 1835 al 1836, Edy Wood e i suoi figli si trasferirono da Elizabeth Willson, madre di Joseph Willson, autore di Sketches of Black Upper Class Life in Antebellum Philadelphia.

### Matrimonio e vita familiare Woods-Forten

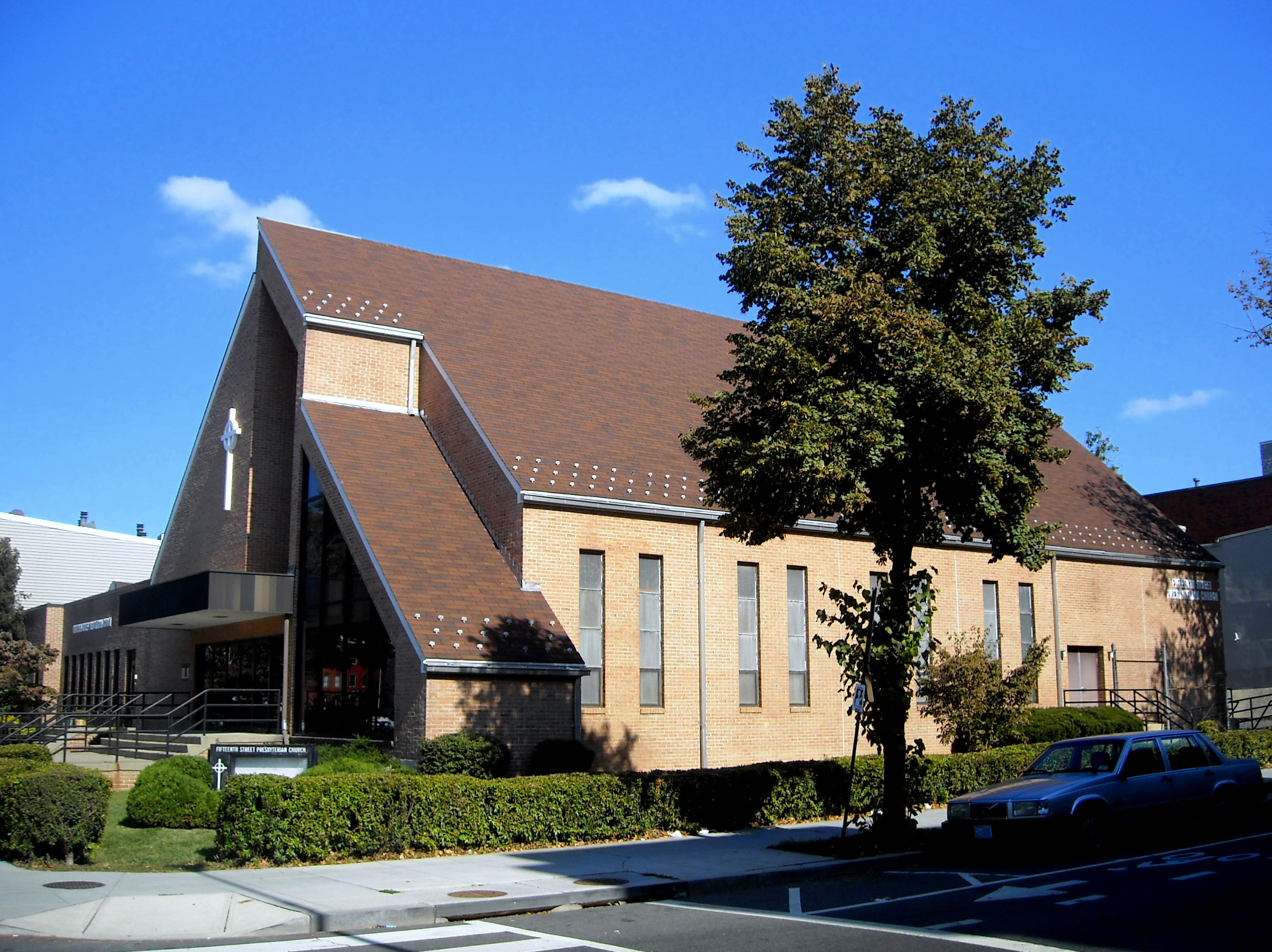
La chiesa presbiteriana della Quindicesima strada oggi

Dopo il matrimonio di Mary Virginia Wood con Robert B. Forten nel 1836, sua madre Edy si unì alla famiglia Forten e pagò il vitto al genero. Quando Mary morì di tubercolosi nel 1840, Edy continuò a prendersi cura della nipote Charlotte insieme alla giovane zia di Charlotte, Annie Wood, di soli sei anni più grande. Alla morte di Edy Wood, nel 1846, Charlotte fu allevata da vari membri della famiglia Forten-Purvis, mentre la zia Annie si trasferì alla Cassey House, dove ebbe adottato Amy Matilda Cassey.

Nel 1854, Forten si unì alla famiglia di Amy Matilda Cassey e del suo secondo marito, Charles Lenox Remond, a Salem, nel Massachusetts, dove frequentò la Higginson Grammar School, un'accademia privata per giovani donne. Era l'unica studentessa non bianca in una classe di 200 persone. La scuola offriva lezioni di storia, geografia, disegno e cartografia, con particolare attenzione alle capacità di pensiero critico. Dopo la Higginson, Forten studiò letteratura e istruzione alla Salem Normal School, che formava insegnanti. Forten citava William Shakespeare, John Milton, Margaret Fuller e William Wordsworth come alcuni dei suoi autori preferiti. Il suo primo incarico di insegnante fu alla Eppes Grammar School di Salem, diventando la prima afroamericana assunta per insegnare a studenti bianchi in una scuola pubblica di Salem.

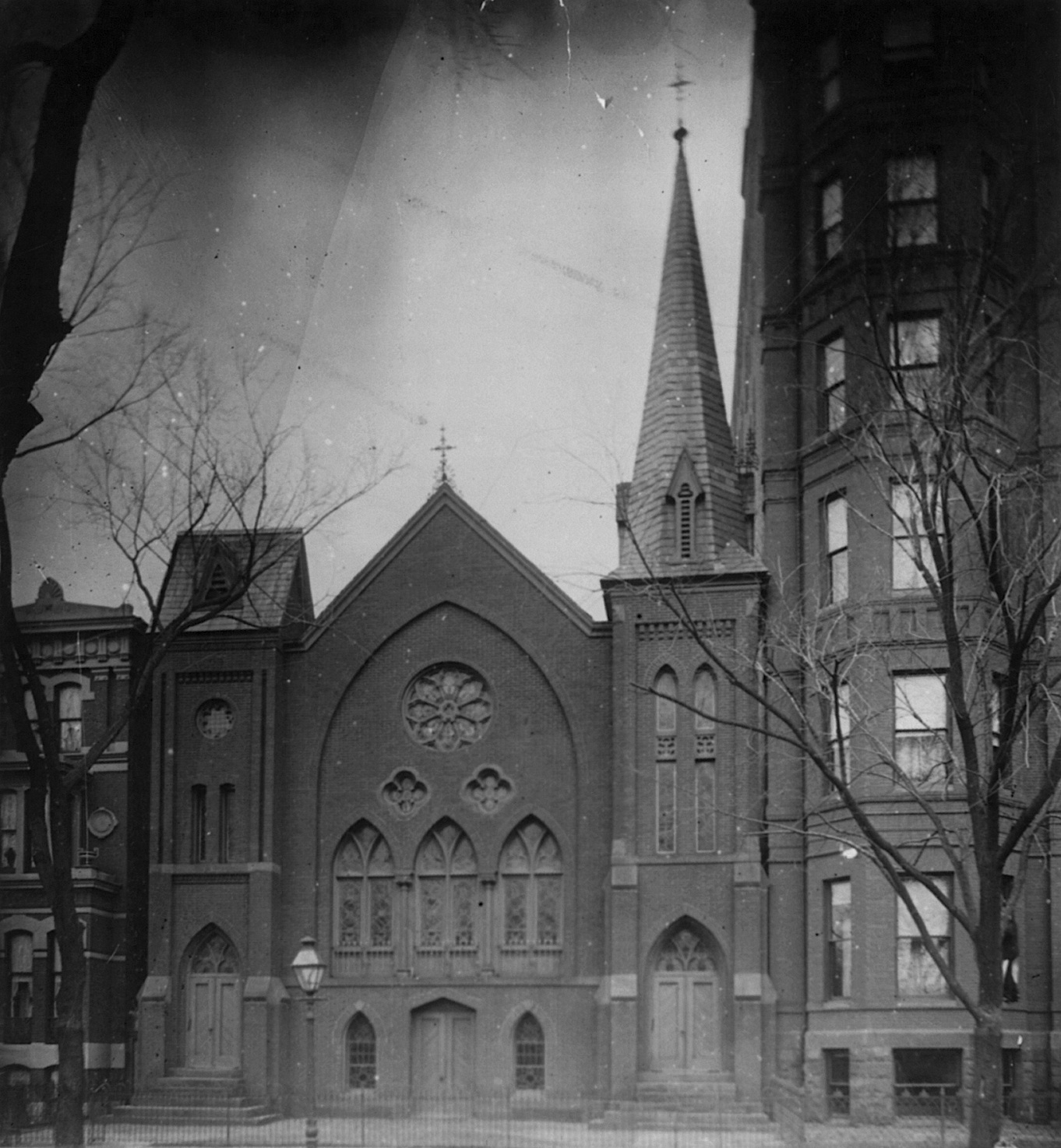
Grimké collaborò al ministero del marito presso la chiesa presbiteriana della Quindicesima Strada a Washington, DC, qui raffigurata come era nel 1899 circa.

## Attivismo
La Forten divenne membro della Salem Female Anti-Slavery Society, dove fu impegnata nella costruzione di coalizioni e nella raccolta di fondi. Si dimostrò influente come attivista e leader dei diritti civili.
Occasionalmente parlò a gruppi pubblici sui temi dell'abolizionismo. Inoltre organizzava conferenze di oratori e scrittori di spicco, tra cui Ralph Waldo Emerson e il senatore Charles Sumner. Conosceva molti altri oppositori della schiavitù, tra cui William Lloyd Garrison, editore di The Liberator, e gli oratori e attivisti Wendell Phillips, Maria Weston Chapman e William Wells Brown.
Nel 1892 lei, Helen Appo Cook, Ida B. Wells, Anna Julia Cooper, Mary Jane Patterson, Mary Church Terrell ed Evelyn Shaw formarono la Colored Women's League a Washington. Gli obiettivi del club, orientato al servizio, erano di promuovere l'unità, il progresso sociale e i migliori interessi della comunità afroamericana. Nel 1896 Forten contribuì a fondare la National Association of Colored Women. La Forten rimase attiva nel mondo dell'attivismo fino alla sua morte.

## Carriera di insegnante
Nel 1856 le finanze costrinsero la Forten ad accettare un posto di insegnante alla Epes Grammar School di Salem. Ricevette un buon successo come insegnante, ma dopo due anni tornò a Filadelfia a causa della tubercolosi. A questo punto iniziò a scrivere poesie, molte delle quali a tema attivista. Le sue poesie furono pubblicate su The Liberator e su riviste Anglo Africane.
Durante la guerra civile americana, fu la prima insegnante nera a partecipare alla missione nelle isole marine della Carolina del Sud, nota come Port Royal Experiment. L'Unione permise ai nordisti di creare scuole per iniziare a insegnare ai liberti rimasti sulle isole, che erano state dedicate a grandi piantagioni di cotone e riso.
La Forten fu la prima afroamericana a insegnare alla Penn School (oggi Penn Center) di St. Helena's Island, nella Carolina del Sud. La scuola era stata inizialmente fondata per insegnare ai bambini afroamericani schiavizzati e infine ai bambini afroamericani liberati durante la guerra civile americana. Le forze dell'Unione divisero la terra, dando alle famiglie di liberati degli appezzamenti da lavorare in modo indipendente. La Forten lavorò con molti liberati e i loro figli sull'Isola di Sant'Elena. Durante questo periodo, risiedette alla Seaside Plantation. Raccontò questo periodo nei suoi saggi, intitolati “Life on the Sea Islands”, che furono pubblicati sull'Atlantic Monthly nei numeri di maggio e giugno del 1864.
Strinse una profonda amicizia con Robert Gould Shaw, il comandante del 54° reggimento del Massachusetts, composto da soli neri, durante la Sea Islands Campaign. Era presente quando il 54° prese d'assalto Fort Wagner nella notte del 18 luglio 1863. Shaw rimase ucciso nella battaglia e lei si offrì come infermiera per i membri superstiti del 54°.
Dopo la guerra, alla fine degli anni Sessanta del XIX secolo, lavorò per il Dipartimento del tesoro di Washington, reclutando insegnanti. Nel 1872, Forten insegnò alla Paul Laurence Dunbar High School.
Un anno dopo divenne impiegata presso il Dipartimento del Tesoro.

## Matrimonio e famiglia

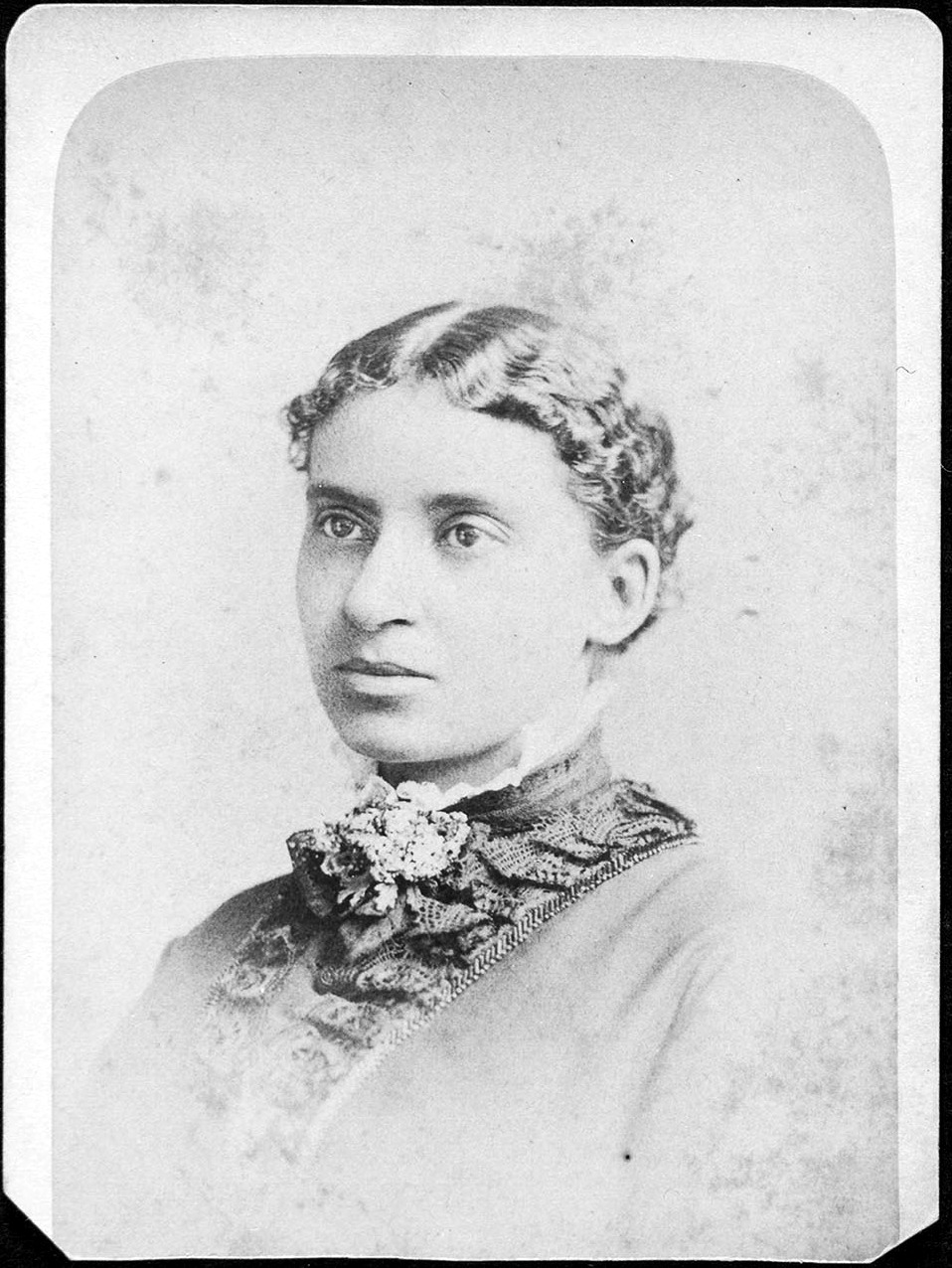
Charlotte L. Forten Grimké, anni 1870

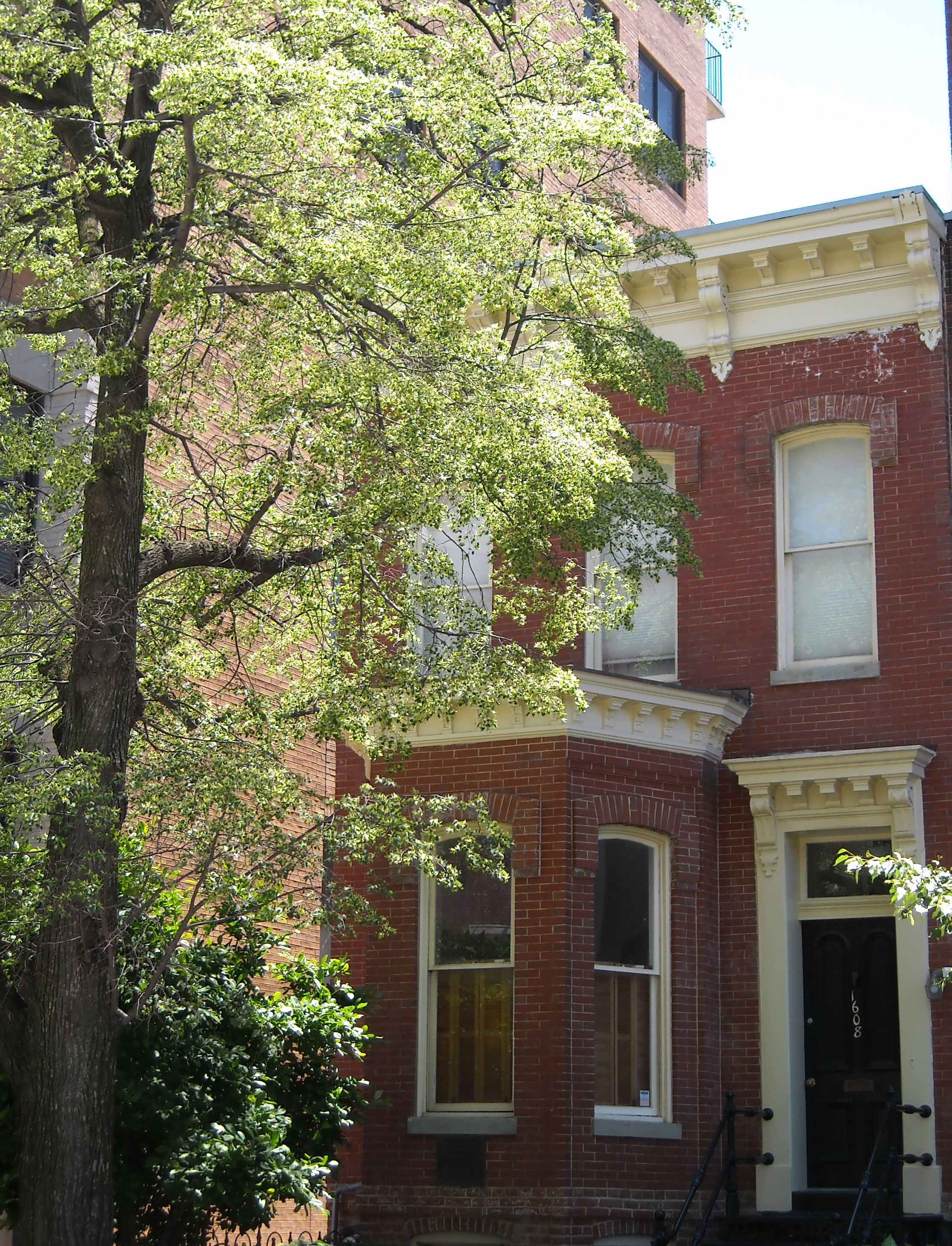
La casa di Charlotte Forten Grimke

Nel dicembre 1878 sposò il ministro presbiteriano Francis J. Grimké, pastore dell'importante chiesa presbiteriana della Quindicesima Strada a Washington, una delle principali congregazioni afroamericane. Era un nipote di razza mista degli abolizionisti bianchi Sarah e Angelina Grimké della Carolina del Sud. Francis e suo fratello Archibald Grimké erano figli di Henry Grimké e Nancy Weston (una donna di colore). Al momento del loro matrimonio, la Forten aveva 41 anni e la Grimké 28 anni. Il 1° gennaio 1880 nacque la figlia Theodora Cornelia Grimké, che però morì meno di cinque mesi dopo.
Charlotte Grimké assistette il marito nel suo ministero, contribuendo a creare reti importanti nella comunità, tra cui la beneficenza e l'istruzione. Molti membri della chiesa erano leader della comunità afroamericana della capitale. Organizzò un gruppo missionario femminile e si concentrò sugli sforzi di "miglioramento razziale". Quando il fratello di Francis, Archibald Grimke, fu nominato console degli Stati Uniti nella Repubblica Dominicana (1894-98), Francis e Charlotte si presero cura della figlia Angelina Weld Grimké, che viveva con loro nella capitale. Angelina Grimké divenne in seguito un'autrice a tutti gli effetti.
I dettagli sulla salute e sui viaggi di Charlotte Forten Grimké negli anni Ottanta e Novanta del XIX secolo sono documentati nelle lettere recentemente scoperte di Louisa Matilda Jacobs, terza cugina di Charlotte e figlia della scrittrice di racconti di schiavi fuggitivi Harriet Ann Jacobs.
La Charlotte Forten Grimke House di Washington è iscritta nel National Register of Historic Places.

## Scritti
L'opera letteraria di Charlotte Forten Grimké era una risposta all'editoriale di The Evangelist, “Relations of Blacks and Whites: Is There a Color Line in New England?”. In esso si affermava che i neri non erano discriminati nella società del New England. L'autrice rispose che i neri americani avevano raggiunto il successo superando straordinarie difficoltà sociali e che volevano semplicemente un trattamento equo e rispettoso.
Scrisse regolarmente il suo diario finché non tornò a nord dopo aver insegnato nella Carolina del Sud. Dopo il suo ritorno, le sue annotazioni furono meno frequenti, anche se scrisse della morte della figlia e della sua vita intensa con il marito. I suoi diari sono un raro esempio di documenti che descrivono nei dettagli la vita di una donna nera libera nel Nord prebellico.
Nel suo diario, il 14 dicembre 1862, fece riferimento "al blues” come stato d'animo triste o depresso. All'epoca insegnava nella Carolina del Sud e scrisse di essere tornata a casa da una funzione religiosa “con il blues” perché “si sentiva molto sola e si compativa”. Ben presto superò la tristezza e in seguito annotò alcune canzoni, tra cui una intitolata Poor Rosy, che erano popolari tra gli schiavi. Forten ammise di non saper descrivere il modo di cantare, ma scrisse che le canzoni "non possono essere cantate senza un cuore pieno e uno spirito tormentato". Queste condizioni hanno ispirato innumerevoli canzoni blues e potrebbero essere descritte come l'essenza del canto blues.